# Karō
Karō (家老?) es el nombre que se les daba a los samurái de mayor rango que servían como oficiales o asesores del daimyō en el Japón feudal. Durante el período Tokugawa, la política de sankin kōtai requería que cada daimyō tuviera un karō en Edo y otro en su propio han (dominio feudal). El karō en el han era llamado jodai karō (城代), mientras que el karō en Edo era llamado Edo karō (江戸家老).
Un ejemplo de situaciones que involucran un karō deriva de uno de los más famosos cuentos de samuráis Kanadehon Chushingura. El último daimyo Asano de Ako han fue Asano Naganori. Mientras estaba en Edo, fue sentenciado a realizar seppuku por la ofensa de empuñar la espada contra Kira Yoshinaka en el Castillo Edo. Cuando el shogunato abolío el han Ako, todos los samurái Ako se convirtieron en rōnin. Oishi Kuranosuke, el jōdai karō, con otros 46 ronin juraron vengar a su señor. Convirtiéndose así en los 47 rōnin, Oishi se convierte así en el más famoso de todos los karō.

## Lista partial deKarōfamosos
- Oishi Kuranosuke
- Zusho Hirosato
- Yamakawa Hiroshi
- Saigō Tanomo
- Naoe Kanetsugu

- Datos: Q1316445